# قهوه‌ای شدن مواد غذایی
قهوه‌ای شدن مواد غذایی (به انگلیسی: Food browning) فرایندی است که یک ماده غذایی طی یک سری واکنش شیمیایی به رنگ قهوه‌ای درمی‌آیند. فرایند قهوه‌ای شدن یکی از واکنش‌های شیمیایی است که در شیمی مواد غذایی رخ می‌دهد و یک موضوع مرتبط با حوزه‌های سلامتی، تغذیه و فناوری غذایی است. گرچه تغییر مواد شیمیایی موجود در یک ماده غذایی در اثر گذر زمان به روش‌های مختلفی به‌وقوع می‌پیوندد، مسیرهای دخیل در فرایند قهوه‌ای شدن به‌صورت ویژه به دو دسته اصلی تقسیم می‌شوند: مسیر قهوه‌ای شدن آنزیمی و غیر آنزیمی. 
قهوه‌ای شدن پیامدهای مهمی بر صنایع غذایی مرتبط با تغذیه، فناوری و هزینه اقتصادی دارد. محققان به‌صورت ویژه، علاقه‌مند به مطالعه روشهای کنترل فرایند قهوه‌ای شدن با کمک روشهای مختلف هستند، چرا که آنها از این طریق می‌توانند از این روشها برای به حداکثر رساندن میزان جلوگیری از قهوه‌ای شدن و در نهایت ماندگاری بالاتر ماده غذایی استفاده کنند.

## قهوه‌ای شدن آنزیمی

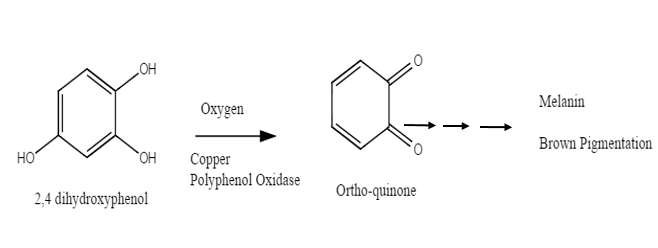
تبدیل یک پلی‌فنول به کینون با کمک آنزیم پلی‌فنول اکسیداز. در نهایت، کینون ‌می‌تواند منجر به تولید رنگدانه‌های قهوه‌ای روی ماده غذایی شود.

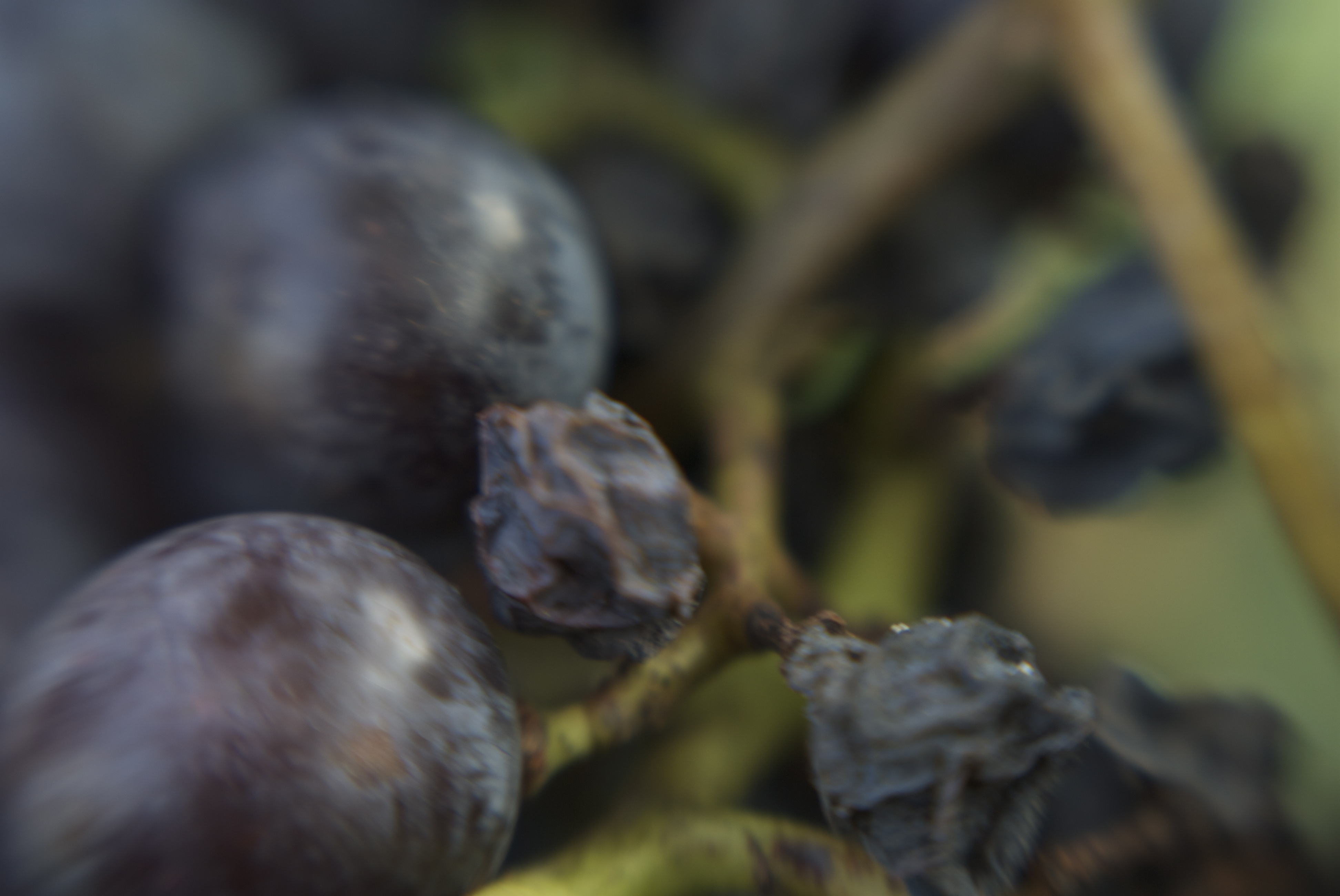
بالا: واکنش قهوه‌ای شدن آنزیمی مفید در تبدیل انگور به کشمش پایین: واکنش قهوه‌ای شدن آنزیمی غیرمفید در تشکیل لکه‌های قهوه‌ای روی پوست موز

قهوه‌ای شدن آنزیمی یکی از مهمترین واکنش‌هایی است که در اغلب میوه‌ها، سبزیجات و همچنین غذاهای دریایی اتفاق می‌افتد. این فرایندها بر طعم، رنگ و ارزش این غذاها تأثیر می‌گذارد. به‌طور کلی، این نوع قهوه‌ای شدن، یک واکنش شیمیایی است که میان یک پلی فنول اکسیداز، کاتکول اکسیداز و سایر آنزیم‌ها است که موجب تبدیل فنول‌های طبیعی به ملانین و بنزوکینون می‌شود. انجام فرایند قهوه‌ای شدن آنزیمی (که به آن اکسیداسیون مواد غذایی نیز گفته می‌شود) نیاز به اکسیژن در دسترس دارد. این فرایند با اکسیداسیون فنول‌ها توسط آنزیم پلی‌فنول اکسیداز به کینون آغاز می‌شود. کینون به‌خاطر داشتن خصلت هسته‌دوستی زیاد، استعداد زیادی در پذیرش حمله هسته‌دوستی پروتئین‌ها دارد. کینون‌های تولید شده، در ادامه در یک سری واکنش‌های پلیمری شرکت می‌کنند و درنهایت منجر به تشکیل رنگدانه‌های قهوه ای روی سطح ماده غذایی مورد نظر می‌شوند. میزان قهوه ای شدن آنزیمی با مقدار پلی فنول اکسیداز فعال و موجود در یک ماده غذایی مرتبط است. اگرچه بیشتر تحقیق‌های زیادی در زمینه مهار فرایند قهوه‌ای شدن انجام شده‌است، با این‌حال، همه فرایندهای قهوه‌ای شدن لزوماً منجر به ایجاد اثر منفی بر روی ماده غذایی مورد نظر نمی‌شوند. 
برخی از نمونه‌های واکنش قهوه‌ای شدن آنزیمی مفید: 
- ایجاد رنگ و طعم در قهوه ، دانه‌های کاکائو و چای[۶]
- ایجاد رنگ و طعم در میوه‌های خشک مانند انجیر و کشمش

برخی از نمونه‌های واکنش قهوه‌ای شدن آنزیمی غیرمفید: 
- قهوه‌ای شدن میوه و سبزیجات تازه از جمله سیب، سیب زمینی، موز و آووکادو
- پلی‌فنول اکسیداز عامل اصلی افزایش میزان ملانین در سخت‌پوستانی مانند میگو است.[۷]

## قهوه‌ای شدن غیرآنزیمی

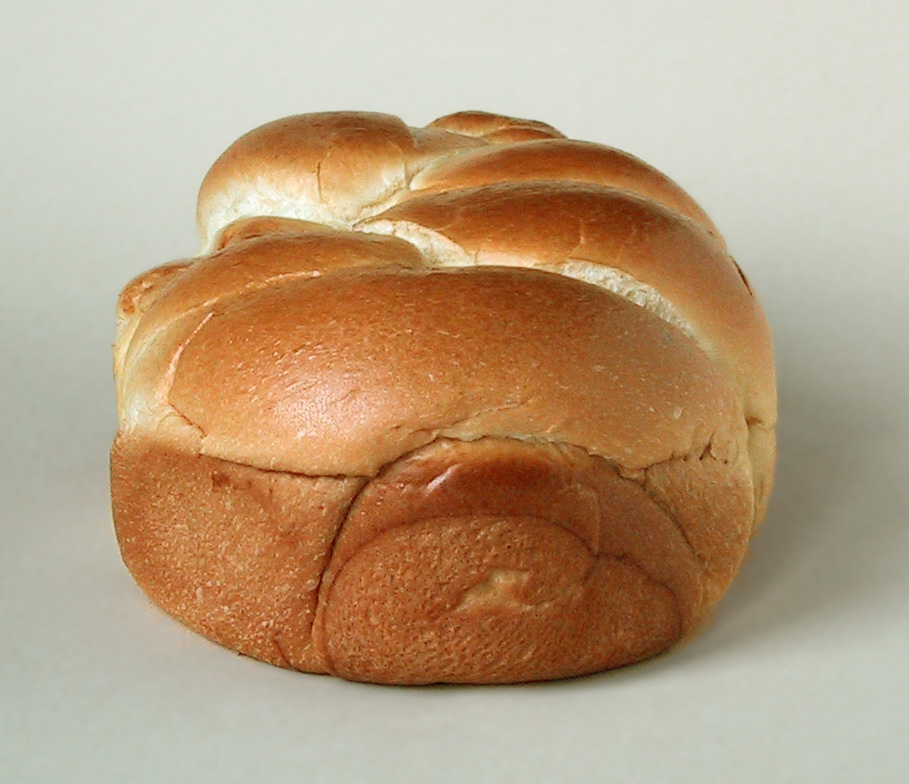
پوسته نان بریوش، که به‌دلیل واکنش مایلارد، به رنگ طلایی-قهوه‌ای درآمده‌است.

نوع دوم :قهوه‌ای شدن، قهوه‌ای شدن غیرآنزیمی است. در این نوع فرایند، همانند مورد قهوه‌ای شدن آنزیمی، همچنان رنگدانه قهوه‌ای در ماده غذایی مورد نظر ایجاد می‌شود اما آنزیم در ایجاد آن نقش ندارد. دو شکل اصلی قهوه‌ای شدن غیرآنزیمی کاراملیزاسیون و واکنش مایارد است. نرخ انجام هر دو واکنش تابعی از میزان آب نمونه و در نتیجه متفاوت است. 
کاراملیزاسیون یا کاراملیزه شدن فرایندی است که طی آن گرماکافت قند رخ می‌دهد. از این روش برای طعم دلپذیر و رنگ قهوه‌ای مورد نظر در پخت‌وپز استفاده می‌شود. با انجام این روند، مواد شیمیایی فرار آزاد می‌شوند و عطر و طعم مشخص کاراملی تولید می‌شود. 
واکنش غیر آنزیمی دیگر، واکنش مایارد است. این واکنش مسئول تولید طعم، هنگام پخته شدن مواد غذایی است. برخی از غذاهایی که در حین تولید در معرض واکنش مایار قرار می‌گیرند عبارت‌اند از نان، استیک و سیب زمینی. واکنش مایارد، یک واکنش شیمیایی است که بین گروه آمین یک اسید آمینه آزاد و گروه کربونیل یک قند، اتفاق می افتد. واکنش مایارد، واکنشی اساسی برای تولید طعم‌های مصنوعی برای غذاهای فرآوری شده در صنعت طعم دهنده‌ها است.